# Richland Creek
La Richland Creek est un cours d'eau américain qui s'écoule dans le comté de Haywood, en Caroline du Nord. Ce ruisseau s'écoule vers le nord-est en formant le lac Junaluska puis se jette dans la Pigeon, qui fait partie du système hydrologique du Mississippi.